# Френсіс Ґренфелл

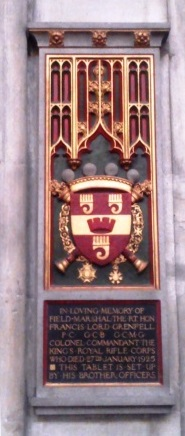
Вінчестерський кафедральний собор, Меморіал фельдмаршала Лорда Ґренфелла

Фельдмаршал Френсіс Воллес Ґренфелл, перший Барон Ґренфелл (29 квітня 1841 — 27 січня 1925) — британський армійський офіцер. Починав службу  флігель-ад'ютантом і дослужився до головнокомандувача. У Південній Африці воював у складі 9-ї армії під час Англо-зулуської війни та англо-єгипетської війни. Згодом він був призначений головнокомандувачем Єгипетської армії і командував військами в битві біля Суакіна у грудні 1888 року та в битві Тоскі в серпні 1889 року під час Повстання Махді. Після цього він став губернатором Мальти, а потім Головнокомандувачем Ірландії до виходу на пенсію в 1908 році.

## Рання життя і кар'єра
Народився у родині Песко Сен-Леже Ґренфелл і Кетрін Енн Ґренфелл (до шлюбу Дю Пре). Ф.Ґренфелл навчався у школі Мілтон Аббас в Дорсеті, але вирішив достроково залишити навчання.

## Військова кар'єра
Ф.Ґренфелл 5 серпня 1859 року почав службу в 3-му батальйоні 60-го Королівського корпусу. Згодом 21 липня 1863 року він отримав звання капітана. В 1874 році він був призначений Головнокомандувачем Південної Африки. Після  англо-зулуської війни він повернувся в Англію та був призначений підполковником 29 листопада 1879 року. У квітні 1881 року Ф.Ґренфелл став бригадним майором піхотної бригади в Південній Африці.
Наприкінці 1882 року Ф.Ґренфелл був призначений заступником Головнокомандувача Єгипетської армії. У квітні 1885 року він сам очолив командування єгипетськими військами, дислокованими в Асуані під час експедиції на Ніл. 7 січня 1886 року він отримав звання генерал-полковника.У серпні 1885 він став копаньйоном Ордена Лазні, а 25 листопада 1886 року — лицарем-Командором Ордена Лазні. 19 квітня 1886 року був призначений сірдаром, та пробув на посад до 12 квітня 1892. Також в 1888—1889 рр. він продовжував командувати британськими військовими силами в ряді битв.  
Під час Повстання Махді Ф.Ґренфелл дослужився до генерал-майора (3 серпня 1889 року). 25 травня 1892 року він був призначений кавалером великого Хреста ордена Святого Михайла і Святого Георгія, якраз після повернення з Єгипту.
Повернувшись в Англію, Ф.Ґренфелл у 1892 році став заступником генерал-ад'ютанта у військовому Міністерстві на посаді генерального інспектора вільнонайманих військ. В 1897 році він повернувся в Єгипет, щоб командувати британськими силами під орудою нового командувача і був призначений 1 квітня 1898 року генерал-лейтенантом. З 1 січня 1899 року він був призначений губернатором Мальти з місцевими званням генерала , перебуваючи на посаді до початку 1903 року.
26 червня 1902 року коронаційна комісія внесла його ім'я як майбутнього пера і він був проголошений бароном Ґренфеллом в окрузі Гламорган 15 липня 1902 року Ф.Ґренфелл прийняв присягу на засіданні  палати лордів вперше 22 липня 1902 року.
Після повернення напостійно до Сполученого Королівства він продовжував командувати новоствореним 4-м армійським корпусом з квітня 1903 року і був підвищений до повного генерала на 16 березня 1904 року. У травні 1904 року він став головнокомандувачем Ірландії та головним офіцером, командувачем 3-м армійським корпусом.
11 квітня 1908 року Ф.Ґренфелл був проведений у фельдмаршали та вийшов на пенсію. У травні 1910 року він був присутній на похороні короля Едуарда VII, а в червні 1911 року — на коронації нового монарха короля Георга V.
Ф.Ґренфелл служив полковником у 1-го полку Суррей (Південний Лондон), полковником 2-го полку лейб-гвардії, а потім полковником 1-го полку лейб-гвардії. І, нарешті, був призначений полковник-комендантом Королівського стрілецького корпусу і полковником королівського Мальтійського полку міліції.
Ф.Ґренфелл був управителем і комендантом «юнацьких бригад» молодіжної англіканської парамілітарної організації з 1908 по 1925 роки. В 1914 році він був ініціатором створення 16-го батальйону Королівського стрілецького корпусу з вихованців «юнацьких бригад». 1902 він був також засновником і членом комітету  «Товариства паломників» (англ. Pilgrims Society) — елітного клубу для промоції британсько-американських стосунків.
Помер у віці 83 років у Віндлесгемі в Суррей-Гіт 27 січня 1925 і був похований на церковному цвинтарі парафії Св. Марії і Всіх Святих у Біконсфілді, Бекінгемшир..

## Родина
У 1887 році Ф.Ґренфелл одружився з Евелін Вуд, дочкою генерал-майора Роберта Блюхера. Дітей у них не було.
Після смерті його першої дружини він одружився вдруге в 1903 році з Маргарет Мадженді, дочкою Льюїса Мадженді. Вони мали двох синів і доньку.

### Герб

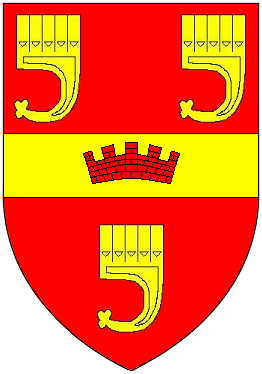
Герб Ґренфеллів

Родинний герб Ґренфеллів: На червоному щиті три геральдичні золоті кларнети, поверх яких на горизонтальному золотому полі чотиризубцева червона корона.

## Звання і нагороди
- Великий хрест Ордена Лазні (15 листопада 1898)
- Лицар великого Хреста ордена Святого Михайла і Святого Георгія — 25 травня 1892
- Почесний доктор права, Кембриджський Університет, 25 травня 1902[35]
- Почесний доктор права, Університет Единбурга, 26 липня 1902[36].
- 27 травня 1886 року нагороджений орденом Меджида (другий клас) та Орденом Османіє (третій клас)[37].